# Paul Doumergue
Pour les articles homonymes, voir Doumergue.
Paul Doumergue, né le 10 août 1859 à Nîmes et mort le 15 novembre 1930 à Montauban, est un pasteur protestant français, fondateur en 1898 de la revue Foi et Vie et en 1913 de l’École pratique de service social (EPSS). Il est, à son époque, l'un des protestants les plus connus dans le monde intellectuel français.

## Biographie
Paul Doumergue naît à Nîmes le 10 août 1859. Il est le fils du pasteur Jean-Louis Doumergue et de sa seconde épouse, et le demi-frère d'Émile Doumergue, théologien et doyen de la faculté de théologie protestante de Montauban de 1906 à 1919. Il épouse en 1886 Isabelle Castelnau, issue de la famille Castelnau, fille du conseiller municipal d'Aimargues Edmond Castelnau.
Il soutient en 1884 une thèse pour le grade de bachelier en théologie à Montauban, intitulée La Philosophie chrétienne d'après saint Paul.
D’abord pasteur à Valence, il prend, en 1897, un poste pastoral à Saint-Germain-en-Laye pour desservir la dissémination protestante de la région de Pontoise.
En janvier 1898, il lance avec le pasteur Benjamin Couve une revue d'évangélisation, La Foi et la Vie, afin de développer le rayonnement de la pensée protestante en France mais aussi de s’assurer que cette pensée protestante reste au contact avec l'ensemble de la pensée moderne, et notamment des questions sociales. La revue, dont le sous-titre est Revue de quinzaine, religieuse, morale, littéraire et sociale paraît tous les quinze jours.
En 1913, sa réflexion dans le domaine social le conduit à créer l'École pratique de service social (EPSS). L'enseignement de cette école, qui est l’une des quatre écoles fondatrices du travail social en France, inspire directement le programme de formation préconisé pour le premier diplôme d'État d’assistant de service social (1932).
Par la suite, pour s'opposer à une campagne de propagande en faveur de l'athéisme qui se déroule dans le quartier latin, il organise à son tour des cycles de conférences (les Conférences de Foi et Vie), dans une salle louée place Saint-Germain-des-Prés, où il fait intervenir des personnalités très diverses, comme Émile Boutroux, Henri Poincaré, Henri Bois ou encore Henri Bergson. 
Il est également membre du Comité protestant des amitiés françaises à l'étranger et du comité des Amis de la pensée protestante. Il meurt le 15 novembre 1930, alors qu’il a 71 ans. Il est de son vivant l'un des protestants les plus connus dans le monde intellectuel français.

## Philosophie
Au sein du protestantisme français de son époque, Paul Doumergue fait partie de la tendance piétiste-évangélique, issue du Réveil. Comme tous les revivalistes, il a une vive conscience de son péché et de la misère morale de l’humanité, mais aussi la conviction de son pardon et du salut gratuit, par la grâce, promis à tous ou presque puisqu'il suffit de croire pour l'obtenir. Cette conviction se traduit notamment par un engagement très fort dans la société pour essayer de la transformer tout en y portant un témoignage de foi. Cette philosophie préside bien entendu à la création de l’EPSS mais c’est également dans cette logique que se situe la fondation de « La Foi et la Vie ». Lorsqu’il évoque, dans l'avant-propos de son livre, Servir (paru en 1929), le sens de son action, Paul Doumergue indique qu’il est parti « de cette constatation que les revues religieuses étaient des revues ecclésiastiques et théologiques qui ne servaient guère le monde laïque » et que la revue qu’il crée veut quant à elle « rapprocher la foi de la vie en établissant de l'une à l'autre la circulation de la sève pour une fructification plus large, et porter cet Évangile du jour aux laïcs anxieux tout ensemble de foi et de vie ». L’un des objectifs ultimes de cette Revue de quinzaine, religieuse, morale, littéraire et sociale est donc évangélique : en mettant à la portée d'un plus large public (cultivé s’entend) les derniers développements dans ces divers domaines, il s’agit naturellement d’évangéliser les lecteurs ou de les conforter dans leur foi chrétienne.

## Publications
- La Philosophie chrétienne d'après saint Paul, thèse soutenue devant la Faculté de théologie protestante de Montauban, impr. de J. Granié (Montauban), 1884
- Vague de chair (1916)
- La Crise du travail et la Crise religieuse (1922)
- Servir. Pour une chrétienté nouvelle (1929)
- Le Christ à la face dressée. Méditations pour la Semaine sainte (publication posthume, 1933)
- Paraboles de la vie et de la nature (publication posthume, 1935)

## Postérité
- la revue Foi et Vie paraît toujours en 2019 (elle a donc plus de 120 ans, et n’a connu qu’une interruption de sa publication de 1940 à 1945). Ses responsables successifs ont été le pasteur Pierre Maury (1930-1939), la pasteur Charles Westphal (1939-1957), Jean Bosc (1957-1969), Jacques Ellul (1969-1986), Olivier Millet (1986- 1997), le pasteur Sylvain Dujancourt (1997-2004), Thierry Wanegffelen (2004-2009), Annie Noblesse-Rocher (2009-2013) et, depuis 2013, Frédéric Rognon[9].
- L'École pratique de service social existe toujours et conserve la filiation philosophique qui lui a été donnée par le pasteur Doumergue[10]. Annette Monod, l'assistante sociale qui s'est dévouée dans les camps de transit pendant la Seconde Guerre mondiale, notamment à Drancy, a été formée à l'EPSS[11]. C'est également le cas, de 1932 à 1934, de Madeleine Delbrêl, assistante sociale et coordinatrice des services sociaux à Ivry-sur-Seine de 1934 à 1946 mais aussi mystique (catholique), essayiste et poétesse[12],[7].